# Karl Ludwig Gottlob Löwenberger von Schönholz
Karl Ludwig Gottlob Löwenberger von Schönholz  (* 1716; † 6. November 1789 in Schönfließ) war ein preußischer Generalmajor der Kavallerie.

## Leben

### Herkunft
Er entstammt einer Familie aus Pommern. Sein Vater war Pastor in Marwitz und Velten, seine Mutter hieß Marie Sophie, geb. Krüger.

### Werdegang
Seine militärische Karriere begann er 1744 als Fahnenjunker im Dragoner-Regiment Nr. 1 (Lottum). Im Regiment avancierter er, nachdem er am Ersten schlesischen Krieg, insbesondere den Schlachten bei Hohenfriedeberg und Kesselsdorf teilgenommen hat, am 10. Juli 1745 zum Fähnrich und am 1. Juli 1749 zum Sekondeleutnant. Im Siebenjährigen Krieg hat er den Schlachten bei Prag, Kolin, Leuthen, Zorndorf und Torgau beigewohnt. Für seinen Einsatz vor Kolin, bereits im Rang eines Kapitän hat er am 10. November 1760 den Orden Pour le Mérite erhalten. Er stieg weiter auf, bis er 1771 Major wurde, 1782 Oberstleutnant und am 27. September 1784 Oberst. Auf Grund seines Alters wurde er 1788 als Generalmajor pensioniert.

### Familie
Er vermählte sich mit Anna Blessing († 1800) mit der einen Sohn Ludwig (* 1769), der 1789 als Fähnrich im Dragoner-Regiment Nr. 3 seinen Abschied nahm, und eine Tochter hatte.